# Grand Prix de la Somme 2010
La 25e édition du Grand Prix de la Somme a eu lieu le 17 septembre 2010. La course fait partie du calendrier UCI Europe Tour 2010 en catégorie 1.1.

## Classement final
|    | Coureur           | Pays     | Équipe                  |    | Temps           |
| -- | ----------------- | -------- | ----------------------- | -- | --------------- |
| 1  | Martin Elmiger    | Suisse   | AG2R La Mondiale        | en | 4 h 38 min 38 s |
| 2  | Michael Stevenson | Suède    | Sparebanken Vest-Ridley |    | m.t.            |
| 3  | Anthony Ravard    | France   | AG2R La Mondiale        | +  | 6 s             |
| 4  | Cédric Pineau     | France   | Roubaix Lille Métropole |    | m.t.            |
| 5  | Benoît Vaugrenard | France   | FDJ                     |    | m.t.            |
| 6  | Kevyn Ista        | Belgique | Cofidis                 |    | m.t.            |
| 7  | Yukiya Arashiro   | Japon    | Bbox Bouygues Télécom   |    | m.t.            |
| 8  | Florian Vachon    | France   | Bretagne-Schuller       |    | m.t.            |
| 9  | Romain Lemarchand | France   | BigMat-Auber 93         |    | m.t.            |
| 10 | Jimmy Casper      | France   | Saur-Sojasun            | +  | 8 s             |